# 中央军委政法委员会保卫局
中央军委政法委员会保卫局，是中央军委政法委员会下属局，负责军事纪律检查、刑事调查、保卫等工作。

## 沿革
中华人民共和国成立初期，1949年11月1日中央人民政府公安部成立时，公安部第五局（即武装保卫局）同时组建。1950年4月15日，公安部第五局同时兼总政治部保卫部。1966年，总政治部保卫部正式隶属总政治部，不再兼公安部第五局。中国人民解放军总政治部保卫部负责全军安全保卫工作，重大刑事案件的侦破，部队法制教育工作。
在2016年改革前，中国人民解放军总政治部保卫部下设有：
- 保卫局：对部队开展经常性防奸保密教育、法纪教育，对干部战士特别是要害部门人员进行政治审查（要害部门主要指作战、情报、机要、通讯及首长身边工作人员）。
- 第一侦察局：侦查全军的特务间谍、颠覆国家安全、出卖军事情报等重大案件。业务上接受中华人民共和国国家安全部指导。
- 第二侦察局：又称刑事侦察局，指导全军重大刑事案件的侦查。业务上接受中华人民共和国公安部指导。
- 警卫局：负责总政治部首长及全军性重大会议的安全工作。
- 总政治部军事监狱：正团级单位。负责在北京的总政治部管辖的刑事案件的未决犯或已决犯的看守、羁押、执行工作。看守未决犯，业务上接受中华人民共和国公安部有关看守工作的指导；对已决犯的执行，业务上接受中华人民共和国司法部有关劳动改造执行部门的指导。[2]

在深化国防和军队改革中，2016年1月组建中央军事委员会政法委员会。随之将中国人民解放军总政治部保卫局改为中央军委政法委员会保卫局。
2018年1月1日，中央军委政法委员会保卫局组织建设的“网络涉军违法犯罪和不良信息举报平台”正式上线。

## 机构设置
- 办公室
- 政治处
- 保卫处
- 刑事侦察处

……

## 历任局长
中国人民解放军总政治部保卫部部长
1. 杨奇清（1950年4月－1956年10月，公安部副部长兼任）
2. 蔡顺礼 中将（1956年10月－1965年5月）
3. 史进前 少将（1965年5月－1966年9月）
  - 王淮湘（1967年6月任命，未到职）
4. 蒋润观（1969年12月－1975年2月）
5. 史进前（1975年7月－1980年1月）
  - 晋国强（1984年4月任命，未到职）
6. 蔡别文 少将（1985年6月－1989年6月）
7. 杨朝宽 少将（1989年6月－1992年10月）
8. 朱曙光 少将（1992年10月－1996年2月）
9. 张双虎 少将（1996年2月－2000年6月）
10. 李　光 少将（2000年6月－2004年12月）
11. 张　辉 少将（2004年12月－2010年1月）
12. 于善军 少将（2010年1月－2014年）
13. 刘训言 少将（2014年－2016年1月）[5][6]

| 中央军委政法委员会保卫局局长 | 中央军委政法委员会保卫局副局长 - 杨占武 大校（2016年—2019年） |